# شکنجه در جنگ غزه
در طول جنگ غزه، اسرائیل به‌طور سازمان یافته فلسطینی‌هایی را که در زندان‌هایش محبوس بودند را شکنجه کرده است. این شکنجه از سوی سازمان ملل متحد، دیده‌بان حقوق بشر، عفو بین‌الملل، و همچنین سازمان‌های حقوق بشر غیرانتفاعی اسرائیلی مانند پزشکان برای حقوق بشر اسرائیل و بتسلیم گزارش شده است.
مردان، زنان و کودکان فلسطینی در غزه و در بازداشتگاه‌های اسرائیل در مکان‌هایی مانند اردوگاه سدی تیمان مورد تجاوز جنسی، تجاوز گروهی، شکنجه جنسی و مثله کردن، و دیگر خشونت‌های جنسی، و همچنین شکنجه روانی و فیزیکی توسط سربازان زن و مرد و کادر پزشکی اسرائیلی قرار گرفته‌اند.
برخی از این قربانیان کارکنان سازمان ملل بودند که مجبور به اعتراف به جرایم تروریستی شدند. گزارش‌های متعدد همچنین حاکی از زندانیانی است که از بی‌توجهی پزشکی به جراحات وارده به آنان رنج بردند که به مواردی از قطع دست و پا منجر شد. شهادت‌های آنها با افشاگری کارکنان اسرائیلی و تحقیقات CNN مورد تأیید قرار گرفته است.
از اوت ۲۰۲۴، حداقل ۵۳ زندانی فلسطینی از آغاز جنگ در تأسیسات نظامی اسرائیل جان باخته‌اند. تعداد زیادی از اسرای فلسطینی نسبت به شکنجه توسط نیروهای اسرائیلی از جمله در بازجویی‌ها شهادت داده‌اند، زندانبانان اسرائیلی نیز افشاگری کردند. گزارش‌های بیشتری از شکنجه متهمان به ستیزه‌جویی توسط اسرائیل وجود دارد.
در پاسخ، مقامات شین بت اظهار داشتند که بازجویی از ستیزه‌جویان را در چارچوب قانونی اسرائیل انجام می‌دهند که بر اساس آن شکنجه تحت شرایط خاصی قانونی تلقی می‌شود.

## پیش زمینه
شکنجه، بدرفتاری و خشونت جنسی با فلسطینیان بازداشت شده توسط اسرائیل، طبق گزارش‌ها، سال‌ها قبل از حملات ۷ اکتبر و تهاجم به غزه رایج بوده است و کمیته عمومی علیه شکنجه در اسرائیل (PCATI) و عفو بین‌الملل مستندات آن را ثبت کرده‌اند. خشونت جنسی گسترده‌ای علیه زندانیان مرد و زن صورت گرفته است که بارزترین مورد آن مصطفی دیرانی رهبر زندانی امل لبنان بود که از اسرائیل به اتهام تجاوز به عنف شکایت کرد. بر اساس کنوانسیون سازمان ملل متحد علیه شکنجه، شکنجه به «هر عملی گفته می‌شود که به وسیله آن درد یا رنج شدید، اعم از جسمی یا روحی، عمداً به فردی تحمیل شود» به منظور استخراج اطلاعات یا اعمال مجازات.

## گزارش‌ها از شکنجه اسرائیل
پزشکان تحقیر، ضرب و شتم و اجبار به ساعت‌ها زانو زدن را گزارش کردند. یک مرد آزاد شده از شجاعیه شهر غزه ضرب و شتم را گزارش داد و اظهار داشت که یک سرباز زن اسرائیلی یک مرد ۷۲ ساله را مورد ضرب و شتم قرار می‌دهد. یک نفر دیگر اظهار داشت که سربازان بازداشت شدگان را مجبور می‌کردند که مانند سگ پارس کنند. مرد بیست ساله ای که در کرانه باختری بازداشت شده است، اظهار داشت که چشمش با چشم‌بند بسته شده، ضرب و شتم شده، با سیگار سوزانده و با او «مانند یک حیوان» رفتار شده است. سه برادر بازداشت شده از نوار غزه، رفتار مشابهی را در زندان اسرائیل توصیف کردند و اظهار داشتند که آنها را مورد ضرب و شتم قرار داده، به جز لباس زیر لختشان کرده و با سیگار سوزانده‌اند. یک مرد آزاد شده اظهار داشت: آنها اجازه دادند سگ‌ها روی ما ادرار کنند و روی ما را با شن پوشاندند. آنها ما را تهدید به شلیک کردند.
برخی دیگر هم شکنجه‌های جسمی و نیز روانی را توصیف کردند. پنج مرد گزارش دادند که طی ده ساعت دچار شکنجه شدند، از جمله کتک زدن و به زیر آب سرد فرو برده شدن. یک مرد اظهار داشت که اسرای فلسطینی «بی‌امان شکنجه می‌شوند». وی اظهار داشت که بازداشت شدگان سه روز گرسنگی داده شدند. در گزارشی از سوی وزارت بازداشت شدگان و امور مشمولان سابق، یکی از بازداشت شدگان گفت: «صدای زندانیانی را شنیدم که در حال شکنجه و ضرب و شتم بودند، در حالی که سربازان به آنها فحش می‌دادند».

### توسط ناسودبرها

#### عفو بین‌الملل
در نوامبر ۲۰۲۳، عفو بین‌الملل از موارد شکنجه و رفتار تحقیرآمیز توسط مقامات اسرائیلی گزارش داد که آنها را «وحشتناک»، «مخوف» و «نمایش عمومی وحشتناکی از شکنجه و تحقیر زندانیان فلسطینی» توصیف کرد. دبیرکل عفو بین‌الملل، اگنس کالامار، اظهار داشت: «توقیف خودسرانه و شکنجه و سایر بدرفتاری‌ها زمانی که علیه افراد حفاظت‌شده در سرزمین‌های اشغال شده انجام شود، جنایات جنگی هستند. در ژوئیه ۲۰۲۴، عفو بین‌الملل با ۲۷ زندانی آزاد شده مصاحبه کرد که اظهار داشتند دست کم در یک مورد در زندان اسرائیل تحت شکنجه قرار گرفته‌اند.

#### سازمان ملل متحد
دفتر حقوق بشر سازمان ملل متحد در سرزمین‌های اشغالی فلسطین خواستار تحقیق دربارهٔ اتهامات شکنجه شد. این دفتر در بیانیه‌ای اعلام کرد: «افزایش گسترده تعداد فلسطینی‌های دستگیر و بازداشت شده، شمار گزارش‌های بدرفتاری و تحقیر توسط افراد بازداشت‌شده، و عدم پایبندی گزارش‌شده به رویه ابتدایی قضایی، سؤالات جدی را در مورد تبعیت اسرائیل از قوانین بین‌المللی بشردوستانه و قوانین بین‌المللی حقوق بشر ایجاد می‌کند." در ۱۹ ژانویه ۲۰۲۴، دفتر حقوق بشر اعلام کرد که آنها با بازداشت شدگانی مصاحبه کرده‌اند که «در مورد ضرب و شتم، تحقیر، بدرفتاری، و آنچه ممکن است شکنجه تلقی شود قرار گرفته‌اند… که با گزارش‌هایی که دفتر ما دربارهٔ بازداشت فلسطینی‌ها در مقیاس وسیع جمع‌آوری کرده است سازگار است». در ۱۹ ژانویه ۲۰۲۴، آجیت سونگای، یکی از مقامات دفتر حقوق بشر، اظهار داشت: «گزارش‌هایی از مردانی وجود دارد که متعاقباً آزاد می‌شوند، اما فقط با پوشک بدون هیچ لباس کافی در این هوای سرد.»
در مارس ۲۰۲۴، گزارش اونروا مواردی از شکنجه در زندان‌های اسرائیل را گزارش کرد که شامل ضرب و شتم و تجاوز جنسی می‌شد. برخی از کارمندان اونروا گزارش دادند که برای گرفتن اعترافات اجباری شکنجه شده‌اند. اونروا در گزارشی در آوریل ۲۰۲۴ اظهار داشت: «قربانیان مرد کتک زدن به اندام تناسلی خود را گزارش کردند، در حالی که یکی از بازداشت شدگان گزارش داد که او را مجبور به نشستن روی یک پرآب الکتریکی کردند. در گزارشی در ژوئیه ۲۰۲۴، سازمان ملل اعلام کرد که اسرائیل از سگ‌ها و القای حس غرق شدن برای بازداشت‌شدگان غزه استفاده کرده است و حداقل ۵۳ نفر جان خود را از دست داده‌اند. گروهی از گزارشگران ویژه سازمان ملل در اوت ۲۰۲۴ اعلام کردند که گزارش‌های مستدلی مبنی بر «سوء استفاده گسترده، شکنجه، تجاوز جنسی و تجاوز جنسی» دریافت کرده‌اند. کارشناسان همچنین اظهار داشتند که بازماندگان گزارش کرده‌اند که «توسط سگ‌ها، القای حس غرق شدگی، آویزان کردن از سقف و خشونت‌های شدید جنسی و جنسیتی مورد حمله قرار گرفته‌اند».

#### سازمان‌های غیردولتی اسرائیل
کمیته عمومی علیه شکنجه در اسرائیل (PCATI) اعلام کرد که «شواهد زیادی دال بر موارد خشونت و رفتار ظالمانه و تحقیرآمیز توسط نگهبانان زندان» وجود دارد و خواستار تحقیق در مورد مرگ زندانیان در زندان‌های اسرائیل شد. PCATI اظهار داشت که آنها ۹ مورد واضح از شکنجه از جمله خشونت جنسی را ثبت کرده‌اند. آدامیر گزارش داد که زندانیان در طول بازداشت چشم و دست بسته باقی می‌ماندند و افراد در اردوگاه‌های نظامی کشته می‌شدند. آدامیر در ادامه گزارش داد: «آمارها و شهادت‌های مستند از کودکان بازداشتی نشان می‌دهد که اکثریت کودکان بازداشت شده تحت یک یا چند نوع شکنجه جسمی و روانی قرار گرفته‌اند.» عداله گزارش داد، «ما شاهد استفاده بسیار گسترده و سیستماتیک از ابزارهای بسیار زیاد برای اعمال شکنجه و بدرفتاری با فلسطینی‌ها هستیم.» در ژوئیه ۲۰۲۴، مدیر اجرایی هاموکد اظهار داشت: «خشونت فراگیر است. بسیار شلوغ است. هر زندانی که با آنها ملاقات کرده‌ایم ۳۰ پوند وزن از دست داده است.»
در ۵ اوت ۲۰۲۴، بتسلیم گزارشی منتشر کرد که در آن دریافت که شکنجه اسراییل از زندانیان فلسطینی آنقدر سامانه ای و نهادینه شده است که اکنون باید به عنوان سیاست دولتی در نظر گرفته شود. بتسلیم در گزارش خود اظهار داشت که «هر زندانی عمداً در معرض درد و رنج شدید و بی‌امان قرار می‌گیرد که عملاً به عنوان اردوگاه‌های شکنجه عمل می‌کند.» در ادامه بیان کردند که زندانیان مورد ضرب و شتم، تحقیر، محرومیت از خواب و خشونت جنسی قرار می‌گرفتند. یولی نواک، کارگردان، گفت که اسرائیل اردوگاه‌های شکنجه را اداره می‌کند که این سازمان، ایتامار بن‌گویر، وزیر مسئول سیستم زندان‌های اسرائیل را مقصر آن می‌داند.

#### دیده‌بان حقوق بشر
در ۳ ژانویه ۲۰۲۴، دیده‌بان حقوق بشر گزارش داد که از کارگران فلسطینی غزه که از ۷ اکتبر در اسراییل بازداشت شده بودند، به‌طور برهنه عکس برداری شده بوده، آنها مورد حمله سگ‌ها قرار گرفتند و با صورت به روی زمین روی سنگلاخ کشیده شده بودند. در آگوست ۲۰۲۴، گزارشی از دیده‌بان بیان کرد که کارکنان مراقبت‌های بهداشتی آزاد شده اهل غزه «تحقیر، ضرب و شتم، موقعیت‌های استرس اجباری، بستن طولانی‌مدت دستبند و چشم‌بند و محرومیت از مراقبت‌های پزشکی را توصیف کردند. آنها همچنین شکنجه از جمله تجاوز جنسی و سوء استفاده جنسی توسط نیروهای اسرائیلی، عدم ارائه مراقبت‌های پزشکی و شرایط بد بازداشت» در حین بازداشت اسرائیل را گزارش کردند. یک جراح زندانی در زندان اسرائیل گفت: "هر دقیقه ما را کتک می‌زدند. منظورم تمام بدن، در نقاط حساس بین پاها، سینه، پشت است. ما را در تمام بدن و صورت هدف لگد قرار می‌دادند. آنها از جلوی چکمه‌هایشان که نوک فلزی داشت، سپس سلاح‌هایشان استفاده می‌کردند».

### گزارش‌های دیگر
دیده‌بان یورو-حد در گزارشی دربارهٔ اتهامات شکنجه در زندان‌های اسرائیل اعلام کرد که با زندانیان مانند حیوانات رفتار می‌شود. وال استریت ژورنال دریافت که بازداشت شدگان مورد آزار روانی و جسمی از جمله ضرب و شتم در بازجویی‌ها قرار گرفته‌اند. کمیسیون امور زندانیان مقامات اسرائیلی را متهم کرد که زندانیان و بازداشت شدگان مشمول ممنوعیت خروج از منزل، مصادره اموال، کاهش غذا، شکنجه و ضرب و شتم و محرومیت از مراقبت پزشکی توسط آنها هستند. گزارش دفاع از کودکان بین‌المللی شامل شهادت یک کودک زندانی می‌شد که اظهار داست: «حدود ۱۸ کودک به شدت مورد ضرب و شتم قرار گرفتند و از شدت درد فریاد می‌کشیدند. من سگ‌های پلیس را دیدم که به آنها حمله می‌کردند و از دهان و سر خونریزی می‌کردند.» یک گزارش اضافی دفاع از کودکان اعلام کرد که ارتش اسرائیل به‌طور سازمان یافته کودکان فلسطینی غزه را بازداشت و شکنجه می‌کند.
در دسامبر ۲۰۲۳، نیویورک تایمز گزارش کرد که اسرائیل از کارکنان پزشکی در غزه تحت فشار بازجویی کرده است. وزارت بهداشت غزه نیز به همین ترتیب اعلام کرد که بازجویی‌های اسرائیلی از کارکنان بیمارستان «تحت فشار» انجام شده است. در پی گزارش‌هایی مبنی بر آزار جسمی و روانی مروان برغوثی، وزارت امور خارجه آمریکا از اسرائیل خواست «به‌طور کامل و شفاف دربارهٔ اتهامات موثق تحقیق کند و از پاسخگویی در قبال هرگونه سوء استفاده یا تخلف اطمینان حاصل کند». در نامه ای به دادستان کل اسرائیل، یک پزشک فلسطینی‌های بازداشت شده در بیمارستان صحرایی اسراییل اظهار داشت: «به زندانیان با نی غذا داده می‌شود، با پوشک اجابت مزاج می‌کنند و در حبس‌های دائمی نگه داشته می‌شوند که این امر ناقض اخلاق پزشکی و قانون است».
در ماه مه ۲۰۲۴، یکی از کارمندان جی آی زد اظهار داشت که در زندان اسرائیل مورد ضرب و شتم و رفتار توهین آمیز قرار گرفته است. کمیسیون امور زندانیان اعلام کرد که پزشکان زندان رامون به نیازهای پزشکی زندانیان فلسطینی بی‌توجهی می‌کنند. در ژوئن ۲۰۲۴، یک مرد فلسطینی اظهار داشت که پس از یک ماه بازداشت بدون هیچ اتهامی، شکنجه شده است. در همان ماه، خانواده یک مرد با ناراحتی روانی اظهار داشتند که او در حین حبس در اسرائیل شکنجه شده است. صندوق نجات کودکان گزارشی منتشر کرد که در آن اظهار داشت: «به گفته کارشناسان سازمان ملل، کودکان نیز در میان کسانی هستند که اخیراً در گورهای دسته جمعی پیدا شده‌اند و بسیاری از آنها نشانه‌هایی از شکنجه و اعدام‌های فراقانونی را نشان می‌دهند».
در ژوئیه ۲۰۲۴، یک مرد فلسطینی از غزه اظهار داشت که در زندان اسرائیل «شکنجه‌های شدید» را تجربه کرده است و اظهار داشت: «ضربه‌ها بر قسمت‌های حساس بدن متمرکز بود. سربازان زن با چکمه‌های پنجه فلزی شان بر سر ما کوبیدند.» در همان ماه، مدیر بیمارستان الشفا از زندان اسرائیل آزاد شد و او نیز اظهار داشت که زندانیان فلسطینی «تقریباً هر روزه شکنجه و آزار» را تجربه می‌کردند. یک زندانی فلسطینی اهل بیت لحم پس از آزادی از زندان اسرائیل اظهار داشت: ما ناعادلانه بازداشت شدیم، کشته شدیم و با دشنه‌های آهنی به شدت مورد ضرب و شتم قرار گرفتیم و مورد انواع شکنجه‌ها قرار گرفتیم. مردی که از غزه بازداشت شده بود، گفت: «۵۵ روز دست بسته، چشم بسته، محروم از خواب بودم، استراحتی نداشتم، حتی غذایی که برای ما می‌آوردند برای حیوانات بود… با ما غیرانسانی برخورد کردند». یک مرد اظهار داشت قبل از بازجویی او را در اتاقی نگه داشتند که تمام شبانه روز در آن از نورهای روشن و موسیقی تند و تیز استفاده می‌شد و گفت: «دو سه روز آنجا ماندم، موسیقی قطع نشد، حتی یک ثانیه. از نظر روحی به من آسیب زد». هشت زندانی که در اواخر ژوئیه از زندان اسرائیل آزاد شدند، بیان داشتند که در دوران حبس خود شکنجه شده‌اند.
یکی از زندانیان آزاد شده اظهار داشت: افرادی هستند که دیوانه شده‌اند و در خودشان ادرار می‌کنند… جیغ می‌زدند، شب‌ها سگ می‌آوردند، اسپری فلفل می‌زدند و به ما برق وصل می‌کردند. هر شب هر آنچه به ذهن شما برسد انجام می‌شد. در اوت ۲۰۲۴، وزارت زندانیان و آزادگان فلسطین اعلام کرد که یک زندانی ۲۶ ساله در زندان اسرائیل بر اثر شکنجه شدید جان باخته است. زندانیان آزاد شده از زندان‌های اسرائیل بدتر شدن بدرفتاری را توصیف کردند و اظهار داشتند که آنها مکرر ضرب و شتم و کمبود جیره اولیه را تجربه می‌کردند. یکی از بازداشت شدگان آزاد شده در گفتگو با کمیسیون امور بازداشت شدگان اظهار داشت: لباسهایمان را از تنمان بیرون کردند، به شدت مورد ضرب و شتم، شکنجه و تعرض قرارمان دادند. دست و پای ما را به غل و زنجیر بستند و چشمانمان را بستند و ما را طعمه این هیولاها کردند که از گرسنگی، تشنگی، فریادها و بیماری‌هایمان لذت می‌بردند».

### محتوای ارسالی به شبکه‌های اجتماعی
ویدئوهای منتشر شده در رسانه‌های اجتماعی، به نظر می‌رسد که سربازان ارتش اسرائیل را نشان می‌دهد که زندانیان فلسطینی را تحت آزار فیزیکی، جنسی و کلامی قرار می‌دهند. یکی از این ویدئوها در حوالی ۳۱ اکتبر منتشر شد و گروهی از مردان فلسطینی را نشان می‌داد که چشمان شان بسته شده و با دست‌ها و پاهای بسته و به صورت عمدتاً برهنه توسط سربازان در یونیفرم ارتش اسرائیل مورد حمله جسمی قرار می‌گیرند. بر اساس بیانیه‌ای که بعداً نشر شد، گزارش شده است که سربازهای درگیر تحت بازجویی مقامات ارتش اسرائیل قرار گرفته‌اند. یک زن فلسطینی نقل می‌کند که حدود ۳۰ دقیقه پس از دستگیری همسرش توسط نیروهای ارتش اسرائیل، پیوندی به ویدئویی در شبکه‌های اجتماعی برای او فرستاده شد که همسرش را بازداشت اسراییل با دست بسته و زانو زده در برابر سربازی نشان می‌دهد که شنیده می‌شود در حال لگد زدن به شکم او به عربی به او با فریاد فحش می‌دهد.
در یک گروه تلگرامی که پس از حملات ۷ اکتبر توسط واحد نفوذ ارتش اسرائیل ایجاد شد و تا دسامبر ۲۰۲۳ بیش از ۱۰۵۰۰ مشترک داشت، ویدیوهایی از فلسطینی‌ها که با زبانی غیرانسانی مورد تحقیر و تمسخر قرار می‌گرفتند ارسال شد. در یک ویدیو، قیافه دو مرد فلسطینی به شکلی شبیه خوک‌ها تغییرشکل داده می‌شود با این زیرنویس: «در اینجا برادران القسامی را می‌بینیم که مطمئن هستیم مادرشان (که احتمالاً آنها را با برادرش باردار کرده است) به دو سوسک نفس گیرش بسیار افتخار می‌کند. ”

## شکنجه کارکنان سازمان ملل
بر اساس گزارش فوریه ۲۰۲۴ اونروا، مقامات اسرائیلی کارکنان سازمان ملل را بازداشت و شکنجه کردند و آنها را مجبور کردند که به دروغ اعلام کنند که کارکنان این سازمان در حمله ۷ اکتبر شرکت داشته‌اند. اتهامات شکنجه از سوی کارکنانی مطرح شد که اظهار داشتند تحت شکنجه و بدرفتاری از جمله «کتک زدن، محرومیت از خواب، سوء استفاده جنسی و تهدید به خشونت جنسی علیه مردان و زنان» در بازداشت اسرائیل مجبور به اعترافاتی شده‌اند. زندانیان گزارش دادند که آنها را به جز لباس زیر به زور کاملاً برهنه کرده‌اند. این گزارش نشان می‌دهد که کارکنان سازمان ملل از طریق ضرب و شتم، القای حس غرق شدگی و تهدید خانواده‌هایشان تحت فشار قرار گرفته‌اند تا اظهارات نادرستی علیه این سازمان انجام بدهند، از جمله اینکه این سازمان به حماس وابسته است و این که کارکنان آنروا در جنایات ۷ اکتبر ۲۰۲۳ شرکت کردند.
مدیر ارتباطات آنروا در بیانیه‌ای اعلام کرد: «وقتی جنگ به پایان می‌رسد، باید یک سری تحقیقات برای بررسی همه موارد نقض حقوق بشر انجام شود». نیروهای دفاعی اسرائیل اعلام کردند که در حال بررسی «شکایت‌ها در رابطه با رفتار نامناسب» هستند.
سازمان جهانی ضد شکنجه در واکنش به این گزارش، اسرائیل را محکوم کرد و گفت: «هم خود شکنجه و هم استفاده از چنین اطلاعاتی کنوانسیون سازمان ملل متحد علیه شکنجه را نقض می‌کند».

## شکنجه ستیزه‌جویان حین بازجویی
تعداد زیادی از زندانیان فلسطینی شکنجه در بازجویی‌های نیروهای اسرائیلی را گزارش کرده‌اند که زنگ خطر قابل توجهی را در میان گروه‌های بین‌المللی حقوق بشر مانند عفو بین‌الملل برانگیخته است. یکی از زندانیان به عفو بین‌الملل گفت که بازجویان اسرائیلی او را به شدت مورد ضرب و شتم قرار دادند که در نتیجه آن سه دنده او شکست، و به زندانیان فلسطینی دستور دادند که «اسرائیل را ستایش کنند و حماس را نفرین کنند». دکتر شای گورتلر، که در مورد حبس و شکنجه مطالعه می‌کند، اظهار داشت که شین بت اجازه افشا در رسانه‌ها را می‌دهد «تا روایت خود را در مورد اعمالش، از جمله شکنجه» و دلایل دیگر ارائه دهد.
آسوشیتدپرس شش ویدئوی بازجویی منتشر شده توسط اسرائیل را تجزیه و تحلیل کرد و گفت که ستیزه‌جویان ممکن است تحت فشار صحبت کرده باشند. در این ویدئوها، شبه نظامیان به نظر خون آلود می‌آیند و از درد به خود می‌پیچند. به همین ترتیب، در ۲۹ اکتبر، مقاله ای در گلوبال نیوز بیان کرد که برخی از ویدئوهای اعترافات شبه نظامیان حماس ممکن است تحت فشار تولید شده باشد. آسوشیتدپرس همچنین دریافت که ویدئویی اعترافاتی که اسرائیل منتشر کرده است نشان می‌دهد ستیزه‌جوی دستگیر شده «به وضوح تحت فشار» صحبت می‌کند.
کمیته عمومی علیه شکنجه در اسرائیل اعلام کرد که شین بت از گرما و سرمای شدید، محرومیت از خواب و موقعیت‌های استرس زا در بازجویی استفاده می‌کند. ان‌بی‌سی نیوز در تحلیلی اعلام کرد که در یکی از ویدئوهای اعتراف، خون روی پیراهن این ستیزه‌جو و کبودی روی صورتش دیده می‌شود که اسرائیل اعلام کرد که این کبودی ناشی از دستگیری در نبرد است. در نوامبر ۲۰۲۳، یک مرد فلسطینی (که توسط اسرائیل متهم به ستیزه‌جویی بود) به عنوان بخشی از تبادل اسرا آزاد شد و گفت که سربازان اسرائیلی مکرراً از او خواسته‌اند تا «وقتی اسلحه روی صورتش گرفته شده بود» اعتراف کند.

## توضیحات اسرائیل
در نوامبر ۲۰۲۳، شین بت گفت که آنها بازجویی‌هایی را تحت چارچوب‌های قانونی سختگیرانه انجام داده‌اند و هدف آنها جمع‌آوری اعترافات و اطلاعات برای استفاده فوری و آینده است. همان‌طور که گزارش شد، تنظیمات بازجویی بسیار شدید بود و مظنونان اغلب در مکان‌های بداهه بسته و نگهداری می‌شدند. آنها به حکم دادگاه عالی اسرائیل در سال ۱۹۹۹ استناد کردند که شکنجه را به جز سناریوی «بمب تیک دار» ممنوع می‌کرد.

## واکنش‌ها
پس از کشته شدن عدنان البرش، مرکز حقوق بشر فلسطین، آدامیر، المیزان و الحق بیانیه مشترکی منتشر کردند و خواستار «اقدام فوری و ملموس» جامعه بین‌المللی برای اطمینان از دسترسی تحقیقاتی به زندان‌های اسرائیل شدند. در ماه مه ۲۰۲۴، آدامیر از دادگاه کیفری بین‌المللی خواست تا دربارهٔ «شکنجه سازمان یافته» فلسطینیان توسط اسرائیل به عنوان جنایت جنگی تحقیق کند. باسیل فرج، استاد دانشگاه بیرزیت، اظهار داشت: «ما اکنون در مورد تشدید اعمال شکنجه، از جمله سهل انگاری سازمان یافته پزشکی و گرسنگی دادن سازمان یافته صحبت می‌کنیم.» آلیس جیل ادواردز، گزارشگر ویژه سازمان ملل در مورد شکنجه، از اسرائیل خواست تا به «به ناظران بین‌المللی حقوق بشر و بشردوستانه» اجازه دسترسی دهد. زندانیان سابق گوانتانامو تصاویری را که از اسرائیل می‌دیدند با تجربیات خود در گوانتانامو مقایسه کردند. وکیلی که در ژوئن ۲۰۲۴ از بازداشتگاه سیدی تیمان دیدار کرد، گفت: «وضعیت در آنجا ترسناک تر از هر آن چیزی است که در مورد ابوغریب و گوانتانامو شنیده‌ایم.» در ژوئیه ۲۰۲۴، دفتر حقوق بشر سازمان ملل، آزار و شکنجه زندانیان فلسطینی در زندان‌های اسرائیل را «غیرقابل پذیرش» اعلام کرد و خواستار تحقیق مستقل شد.